# アナウコ川

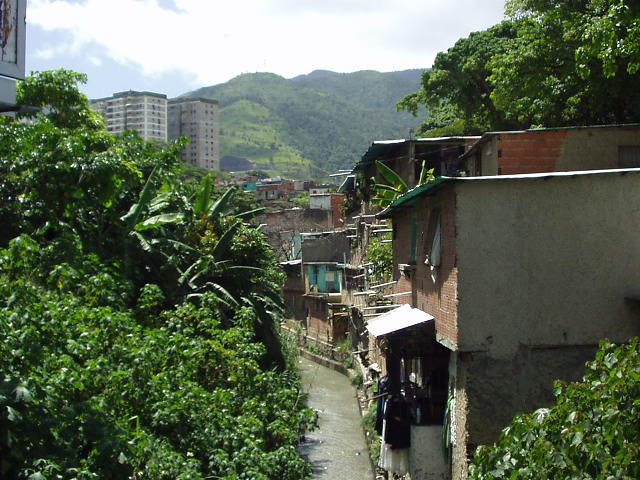
カラカス市街北部（2004年8月）

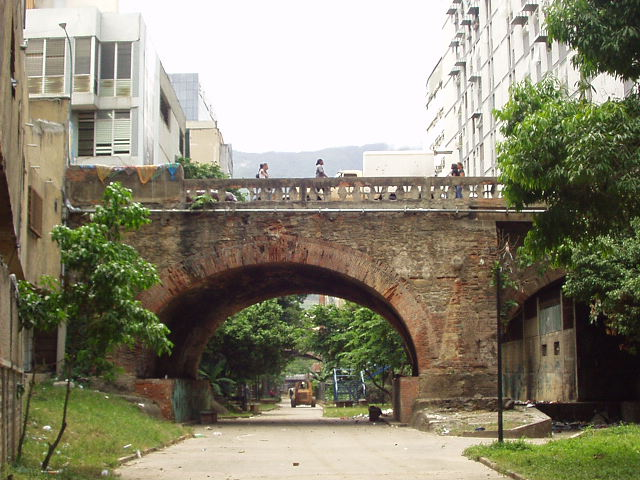
アナウコ橋。旧河道は遊歩道（2004年9月）

アナウコ川（アナウコかわ、Río Anauco）は、ベネズエラのカラカスを流れる川で、グアイレ川の支流である。アナウコ沢 (Quebrada Anauco) とも呼ばれる。流路は首都地区リベルタドル市に属する。

## 地理
アビラ山のインフィニエロ峰の南から流れ出て、カラカス盆地まで南に下る。盆地に出たあとは、コティサ川、ガンボア川をあわせつつ、カラカス市街を南南東方向に流れ、やがてグアイレ川に合流する。下流の過半は地下化されている。
パンテオン通りからは川面の上がコンクリートで覆われ、周囲の土地から一段低い遊歩道になっている。この歩道はいくつもの橋を潜り抜けてメヒコ通りまで至る。橋の中には、植民地時代からの古いアナウコ橋もある。

## 支流
- コティサ川 (Río Cotiza)
- ガンボア川 (Río Gamboa) またはガンボア沢 (Quebrada Gamboa)